# Glasau
Glasau là một đô thị ở huyện Segeberg, bang Schleswig-Holstein Segeberg, ở bang Schleswig-Holstein, Đức. Đô thị Glasau có diện tích 18,82 km², dân số thời điểm ngày 31 tháng 12 năm 2006 là 968 người.
Từ ngày 29 tháng 3 năm 1945 đến ngày 5 tháng 5 năm 1945, một trại tập trung đã được thiết lập gần Glasau. Đây là trạ phụ của trại tập trung Neuengamme.